# Павел Матела
Павел Матела (Pavel Matela, 1975 в Брунталі, Чехія) — сучасний чеський фотограф, викладач фотографії, художник.

## Життя і творчість
Народився 1975 року в міста Брунталь, в дитинстві і юності жив у Врнбому под Прадедом. Починав як технолог і майстер скловаріння в місцевій склярні, спеціалізувався на витворах ручної роботи зі скла.
На початку 2000 року створив Studio PVM (Photography Studio Visual Media), яка навчає мистецтву фотографії і суміжних засобах масової інформації, а також. Фото розглядається як образотворчий засіб масової інформації. Для мистецтва Павела характерний особливий вид гумору, який допомагає висвітлювати серйозні теми. Окрім фотографії, Матела працює з рухомим зображенням, інсталяціями, скульптурами або перфомансами. Окрім того, займається музикою і літературою.

## Освіта
- Університет Усті-над-Лабем, FUUD, докторська програма візуальної студії.
- University of Derby (Велика Британія), FADT, Arts in Photography (річне стажування)
- Університет Усті-над-Лабем, FUUD, відділення фотографії
- Сілезький університет в Опаві, ITF, відділення творчої фотографії
- Середня професійна школа художників, відділення художньо-ремісничої обробки скла

## Робота
- 2000—2010: професійний фотограф і викладач фотографії (Празька фотошкола, Празький центр підвищення кваліфікації, Середня реміснича школа, Школа творчої фотографії, художня школа в Празі 9, курси художньої фотографії студії PVM

- 2002—2004 — фоторедактор газеті Mladá fronta DNES

- 1993—2002 — технолог і художній майстер в скляній промисловості

## Виставки

### Групові виставки
- 2013 Будинок Кафки, Прага, презентація школи PVM на фестивалі Prague Photo

- 2012 DOX: презентація школи PVM на фестивалі Prague Photo

- 2011
  - Галерея Критиків, Прага: «Theatre Mundi», 8-9/2011
  - Чеський центр Брюссель, Бельгія: «Порочне коло / Magischer Zirkel», 5/2011
  - Underground, Прага: «Mixela 2011», 5/2011
  - Станції Пльзень, Пльзень: Off Station, 5/2011
  - Redline Gallery, Денвер, Колорадо, США: «Thought Objects», 3-4/2011
  - Центр мистецтва Mältinranta в Тампере, Фінляндія: «Theatre Mundi», 2-3/2011
  - Манс: презентація школи PVM на Prague Photo

- 2010
  - Галерея Лувр: З колекції PPF Art 9-10/2010
  - Галерея Еміль Філлі в Усті-над-Лабем: Освіта світів/Making Worlds, 2/2010
- 2009
  - Читальний зал Unijazz, Прага: «Військовий парад», 11/2009
- 2008
  - Національна галерея в Празі: «Фотографія, Спілкування, Стиль, Функції, Концепції», 12/2008
  - Вулиці stefanikova обсерваторія Прага: «Multiastronomy», конференція, присвячена астрономії і мистецтва, 12/2008
  - Hunting Museum of Finland в Riihimäki: Яна Дуже-Листі & Павло Matela

- 2007
  - Gallery of Колегія Hungaricum Vienna: The Best of Fresh Europe Budapest
  - Kogart Галерея Budapest: Fresh Europe
  - Галерея Еміль Філлі в Усті-над-Лабем: дисертації на тему фотографії та цифрових ЗМІ
  - Open Show University of Derby: випускні роботи випускників спеціальності «Arts in Photography»

- 2003
  - Новоместська ратуша (Novoměstská radnice Прага: ITF Сілезька університет — вибір дипломних робіт
  - Будинок мистецтв Опава: ITF Сілезький університет — Диплом і klauzurní роботи 1998—2003
  - C&K роботи сіль Чеські Будейовіці: проект «Від краю до центру»
  - Летенський тунель в Празі: проект «Na první dobrou»

- 2001
  - Галерея Elektráreň Poprad
  - Будинок Мистецтв Zlin: проект «Злін та його люди 1998—2001»

### Персональні виставки
- 2010
  - Whitehaven, Вітсайдські острови, Австралія: серпень, 2010
  - Vida Restaurant, Паддінгтон, Австралія: It never ends, 6-7/2010

- 2009
  - Unijazz: проект Військовий парад
  - Галерея Školská 28: проект Reunion of Strangers

- 2003
  - Unijazz Прага: «Портрети художників»
  - Міський театр Ждяр-над-Сазавоу: «Quinqe»
  - Триглав, Словенія: проект «The Point»

- 2001 Висока гора в Грубого Есеника: «Corpus Delicti»
- 2000 Міський кінотеатр Новий Бор: «Каліграфія пейзаж»
- 1999 Unijazz Прага: «Каліграфія пейзаж»